# René Smet
René Victor Smet (Châtelet, 24 april 1898 - 1980) was een Belgische roeier en bokser.

## Loopbaan
In 1920 veroverde Smet samen met de acht van zijn club Cercle des Régates een zilveren medaille op de Europese kampioenschappen in Maçon. Later dat jaar werden ze op de  Olympische Spelen in Antwerpen uitgeschakeld in de eerste ronde.
In het boksen werd Smet tussen 1919 en 1922 vier opeenvolgende Belgische titels amateurboksen in de weltergewichtsklasse. Hij nam op dat nummer ook deel aan de  Olympische Spelen in Antwerpen. Hij verloor zijn eerste kamp.

## Palmares

### Roeien

#### acht
- 1920:  EK in Maçon
- 1920: 2e in eerste ronde OS in Antwerpen

### Boksen

#### welter
- 1919:  BK amateurs
- 1920:  BK amateurs
- 1920: uitgeschakeld ⅛ fin. OS in Antwerpen
- 1921:  BK amateurs
- 1922:  BK amateurs